# Pycnogonum grumus
Pycnogonum grumus is een zeespin uit de familie Pycnogonidae. De soort behoort tot het geslacht Pycnogonum. Pycnogonum grumus werd in 2003 voor het eerst wetenschappelijk beschreven door Arango. 